# Guilford, Vermont
Guilford är en kommun (town) i Windham County i delstaten Vermont, USA. Vid folkräkningen år 2000 bodde 2 046 personer på orten. Den har enligt United States Census Bureau en area på totalt 103,5 km², varav 0,2 km² är vatten.  